# Frantz Mathieu
Frantz Mathieu (Acul-du-Nord, Haití; 23 de diciembre de 1952) es un exfutbolista haitiano que jugó a nivel nacional e internacional como defensa.

## Trayectoria
Surgió del Violette Athletic Club de su país en 1974. Pasó la temporada 1977-78 en el Violette A.C. y en la 1978-79 en Alemania Occidental con el FC St. Pauli, antes de pasar un tiempo en la North American Soccer League y la Major Indoor Soccer League, jugando con los Chicago Sting, los Tampa Bay Rowdies, los Montreal Manic y Baltimore Blast.

## Selección nacional
Representó a la selección nacional de Haití, participando en dieciocho partidos entre 1976 y 1981.

### Participaciones en Campeonatos Concacaf
| Copa                                       | Sede     | Resultado   | Part. | Goles |
| ------------------------------------------ | -------- | ----------- | ----- | ----- |
| Campeonato de Naciones de la Concacaf 1977 | México   | Subcampeón  | 5     | 0     |
| Campeonato de Naciones de la Concacaf 1981 | Honduras | Sexto lugar | 5     | 0     |

## Clubes
| Club              | País                | Año       |
| ----------------- | ------------------- | --------- |
| Violette A.C.     | Haití               | 1974-1978 |
| F.C. San Pauli    | Alemania Occidental | 1978-1979 |
| Chicago Sting     | Estados Unidos      | 1980-1982 |
| Montreal Manic    | Canadá              | 1982-1983 |
| Tampa Bay Rowdies | Estados Unidos      | 1983-1984 |
| Chicago Sting     | Estados Unidos      | 1984-1985 |
| Baltimore Blast   | Estados Unidos      | 1985-1987 |
| Chicago Sting     | Estados Unidos      | 1987-1988 |

## Palmarés

### Títulos nacionales
| Título                       | Equipo        | País           | Año  |
| ---------------------------- | ------------- | -------------- | ---- |
| North American Soccer League | Chicago Sting | Estados Unidos | 1981 |
| North American Soccer League | Chicago Sting | Estados Unidos | 1984 |